# Cryptillas victorini
Cryptillas victorini là một loài chim trong họ Macrosphenidae.